# Helixanthera schizocalyx
Helixanthera schizocalyx är en tvåhjärtbladig växtart som beskrevs av T.Harris, I.Darbysh. & Polhill. Helixanthera schizocalyx ingår i släktet Helixanthera och familjen Loranthaceae. Inga underarter finns listade i Catalogue of Life.